# Mauritius Post
La Poste mauricienne (Mauritius Post) est l'une des plus anciennes institutions de l'île Maurice. Elle compte 114 bureaux à Maurice, cinq à Rodrigues et un à Agaléga, manipule près de 110 millions de lettres par an et 20 000 colis expédiés à Maurice et à l’étranger.

## Histoire
Pierre Nicolas Lambert, imprimeur du Roi, introduisit le service postal dans l'île en 1772. Il publia un journal hebdomadaire et garantissait à ses lecteurs abonnés la distribution gratuite à domicile de leur courrier local avec leur journal. Le service aux abonnés incluait l'envoi des colis à l'étranger et la distribution gratuite des courriers extérieurs six à huit heures après l'arrivée d'un navire. Les non-abonnés devaient acquitter un forfait pour bénéficier de ces services.
Après la prise de l'île par les Britanniques en 1810, le service postal se dégrada considérablement. Le strict minimum était assuré pour livrer le courrier venant de l'extérieur. Ce n'est qu'en 1834 que le gouvernement colonial réinstalla la poste dans l'île à la suite de diverses protestations. Le 19 mai 1834 un service postal expérimental entra en vigueur entre Port Louis et Mahébourg, une fois par semaine, les samedis. Le retour du courrier se faisait les lundis suivant.
En 1840, la Réforme postale de l'Anglais Sir Rowland Hill introduisit le timbre-poste et généralisa le port payé par l'expéditeur. Adopté par plusieurs pays, le timbre-poste apparaît en 1847 à Maurice, qui fut ainsi la première colonie britannique à en être dotée sur une initiative locale.
L'Ordinance no. 13 de 1846, décrivit la Poste comme la banque d'épargne du gouvernement mauricien et la plaça sous le contrôle de l’Accountant General. Le bureau central était sis au bâtiment du Trésor (actuel bureau du premier ministre) et neuf bureaux étaient ouverts, un dans chaque district. L’Ordinance no. 57 de 1950 plaça les services postaux sous l'autorité du Département des Postes et Télégraphes et fut renommé Mauritius Post Office Savings Bank. La gestion fut confiée au Postmaster General.
Depuis le 1er août 2003, l'organisme est connu comme le Mauritius Post & Cooperative Bank à la suite de la fusion de la Poste et la défunte banque Coopérative, suivie de la privatisation.

## Les timbres poste

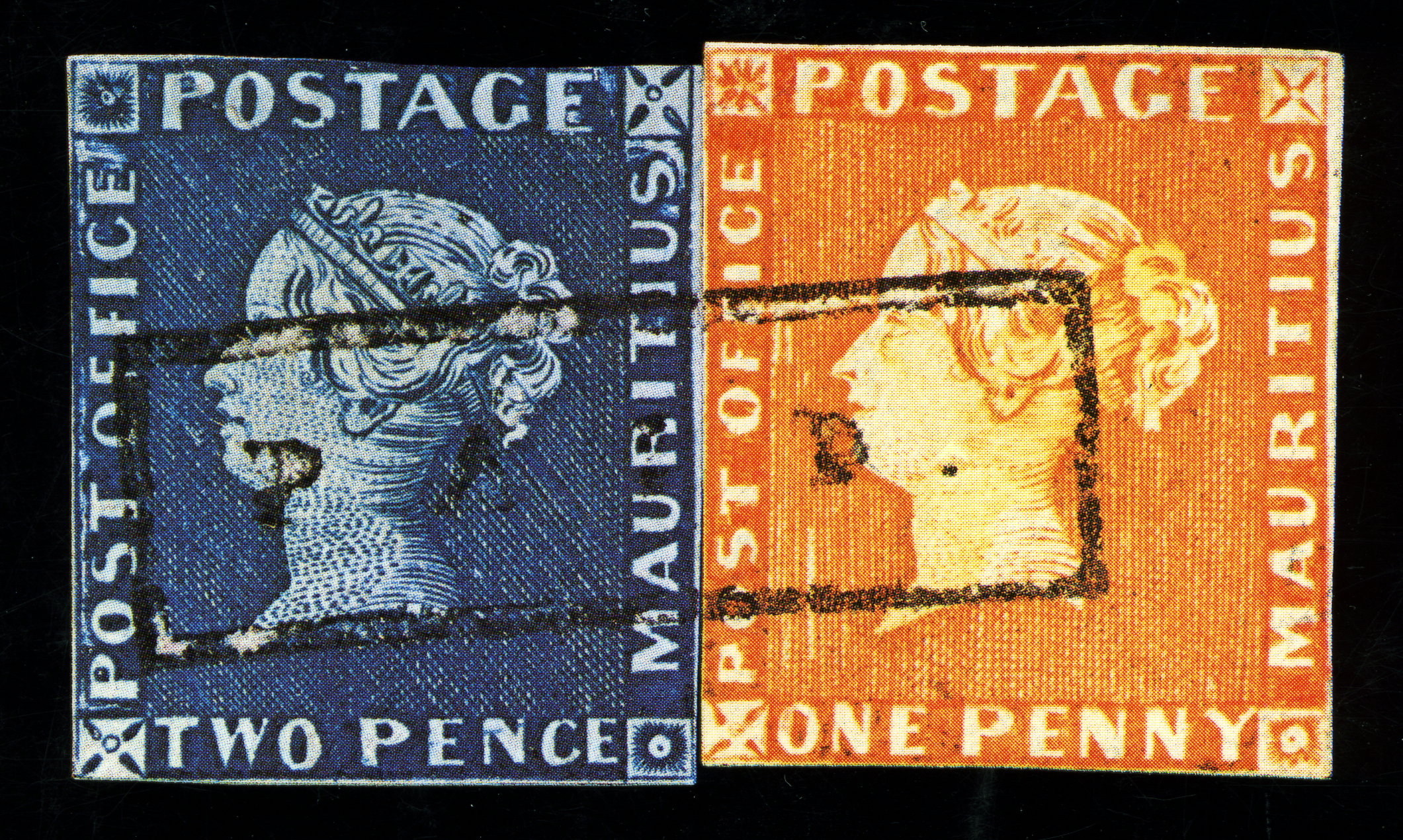
La célèbre paire du Post Office, unique au monde

En 1846, l’Ordinance No. 13, régissant les tarifs postaux dans l'île fut promulguée. Le 21 septembre 1847, l'île Maurice émit deux timbres-poste, gravés et imprimés à Port Louis par Joseph Osmond Barnard. Il y avait 500 timbres One Penny rouge-orange et 500 Two Pence bleus. Seule 15 exemplaires des premiers (dont deux non utilisés) et 12 des seconds (incluant quatre non utilisés) ont survécu l'épreuve du temps. Deux des timbres jamais utilisés sont exposés au Blue Penny Museum à Port-Louis.
Les timbres Post Office de 1847 sont parmi les plus célèbres et les plus chers au monde.
D'autres timbres-poste célèbres, imprimés localement sont :
- le Barnard Post Paid de 1848 à 1858 ;
- le Lapirot Post Paid de 1859 ;
- le Sherwin Post Paid de 1859 ;
- les lithographes Dardenne de 1859.

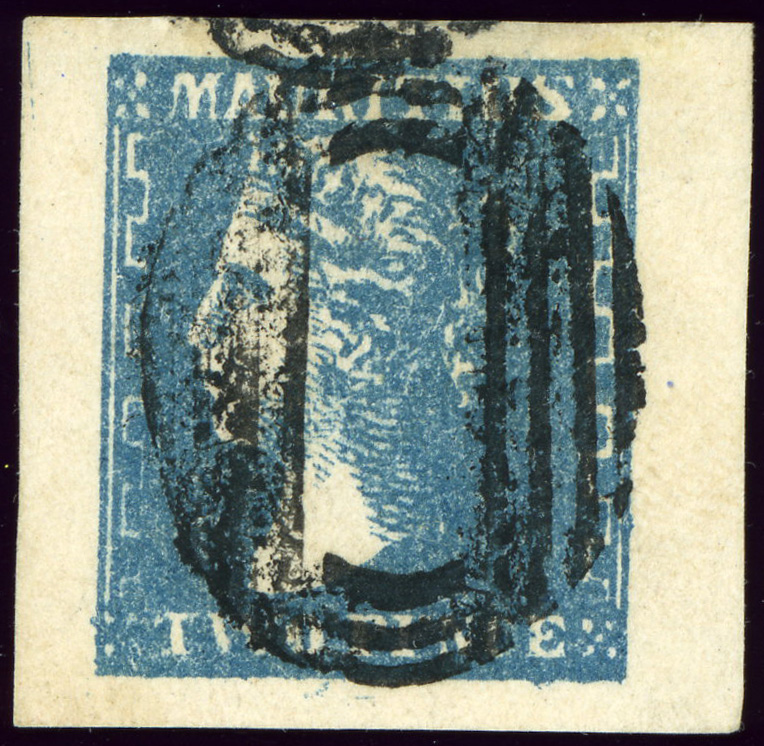
Une lithographie de Dardenne oblitérée de 1859.

De nos jours, la Poste mauricienne émet en moyenne 20 timbres-poste par an.